# Димовий сигнал

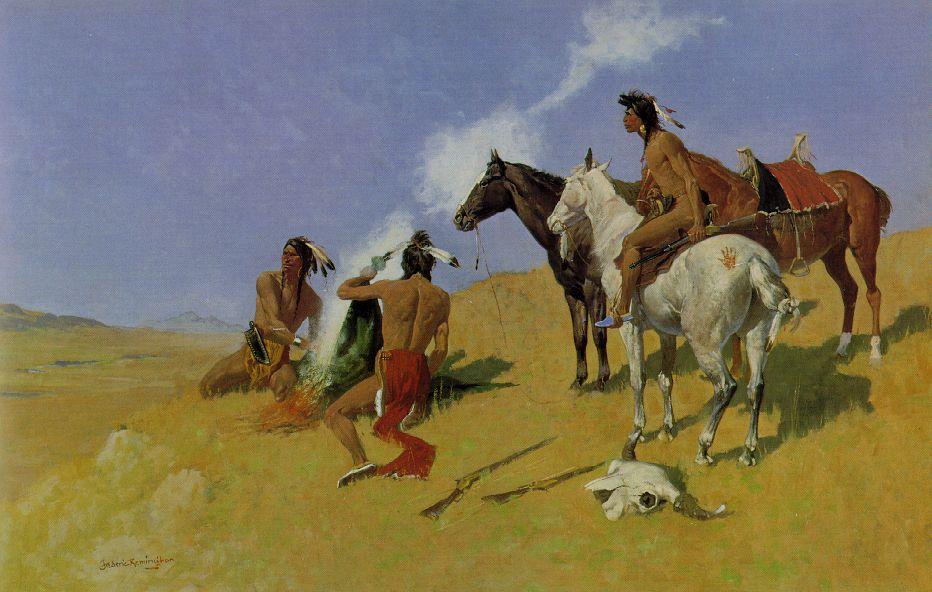
Корінні американці на картині Фредеріка Ремінгтона

Димовий сигнал є одним з найдавніших видів віддаленого зв'язку. Ця форма візуального спілкування використовувалась на далекі відстані. Загалом димові сигнали використовувались для передачі новин, сигналів небезпеки, бойової ідентифікації або для оголошення зібрань.
В Стародавньому Китаї, солдати, які стояли вздовж Великої Китайської стіни попереджали один одного про наближення ворожих атак шляхом передачі сигналів від вежі до вежі. В такий спосіб вони могли передавати повідомлення на відстань 750 кілометрів за кілька годин.
Зловживання димовими сигналами свого часу призвели до падіння династії Західна Чжоу у 8 столітті до нашої ери. Король Ю-ван мав звичку обманювати своїх воєначальників помилковими попередженням про небезпеку для того, щоб потішити Бао Сі, свою наложницю.
Полібій, грецький історик, розробив більш складну систему алфавітних димових сигналів близько 150 р. до н. е., яка конвертувала грецькі літери на цифри. Це дозволяло легко відправляти повідомлення за допомогою смолоскипів. Ця ідея, відома як "квадрат Полібія" використовувалась в криптографії та стеганографії. Ця криптографічна концепція була використана в японській хіраґані і німцями наприкінці Першої світової війни.
Індіанці також спілкувалися за допомогою димових сигналів. У кожного племені була своя система сигналізації. Сигналізатор стояв на височині і палив вологу траву (зазвичай), щоб в результаті отримати густий дим. Вважається, що саме розташування багаття передавало сенс повідомлення. Наприклад, якщо багаття було розмішене на півдорозі до вершини пагорба, це означало, що все гаразд, а коли на вершині пагорбу - це сигнал небезпеки.
Димові сигнали залишаються у використанні й сьогодні. У Римі, в Колегії кардиналів використовують димові сигнали, щоб вказати вибір нового Папи під час конклаву. Кардинали здійснюють таємне голосування, аж допоки якийсь кандидат не отримає дві третини голосів плюс один. Бюлетені спалюються після кожного голосування. Чорний дим сигналізує про невдале голосування, в той час як білий дим означає, що новий папа був обраний.
Кольорові димові гранати широко використовуються військовими силами, щоб позначити позиції, особливо під час викликів для артилерійської або авіаційної підтримки.
До димових сигналів також можна віднести димоутворюючі пристрої, що застосовуються для передачі аварійних сигналів.

## Приклади

### Корінні американці
В записниках Льюїса і Кларка згадуються кілька випадків, коли вони використовували метод індіанців, і підпалювали багаття, щоб повідомити про свою присутність, або щоб висловити бажання зустрітися з місцевими племенами.  

#### Яґани
Яґани Південної Америки використовували вогонь, щоб відправляти повідомлення за допомогою димових сигналів, наприклад, якщо на берег було викинуто кита.  При такій великій кількості м'яса, необхідно було скликати багато людей, щоб м'ясо не зіпсувалося. 
Яґани використовували вогняні сигнали і в інших випадках. Є припущення, що Магеллан, пропливаючи повз, бачив ці пожежі, що й спонукало його назвати побачене Вогняною Землею (хоча він, можливо, бачив дим або вогні природних явищ  ). 

### Полуднева гармата
Кейптаунська полуднева гармата, дим від пострілу якої використовувався для встановлення морських хронометрів в Столовій Бухті . 

### Австралійські аборигени
Австралійські аборигени використовували димові сигнали для різних цілей. Іноді щоб повідомити про свою присутність, особливо при входженні на чужу територію. За допомогою димових сигналів сповіщали про вторгнення ворожих племен, або координували дії племені при полюванні. Димові сигнали розрізнялись за кольором (використовували для спалення різні матеріали) і формою (стовп диму, дим кільцями, дим у вигляді куль). Іноді повідомлення могли містити навіть імена окремих одноплемінників.

### Авіація
Сучасна авіоніка зробила можливим такий вид повідомлень, як "писання на небі", коли літак залишає по собі димові надписи (вітальні, рекламні тощо) 